# Annaismissing
Titlul corect al articolului este #annaismissing. Forma corectă nu apare din cauza unor restricții tehnice.
Annaismissing este un film dramatic thriller realizat de regizorul ceh Pavel Soukup. Este o continuare a seriei web #martyisdead. Filmul a avut premiera pe 10 august 2023. Ulterior a fost împărțit în 9 episoade și plasat pe serviciul VOD VOYO.

## Rezumat
Anna, un influencer cunoscut pentru conținutul său provocator, este în mod misterios tăcută pe rețele. Când Nina, în vârstă de 15 ani, găsește o fotografie cu Anna pe jumătate dezbrăcată pe telefonul tatălui ei, decide să dea de urma ei. O succesiune de evenimente schimbă viețile Ninei și ale familiei sale.

## Distribuție
- Alexandra Vostrejžová - Nina
- Viktorie Vítová - Anna
- Marek Němec - Eliáš, tată lui Nina
- Barbora Bočková - Linda, mamă lui Nina
- Magdalena Čečo - Robin
- Petra Bučková - Alena, coleg lui Eliáš

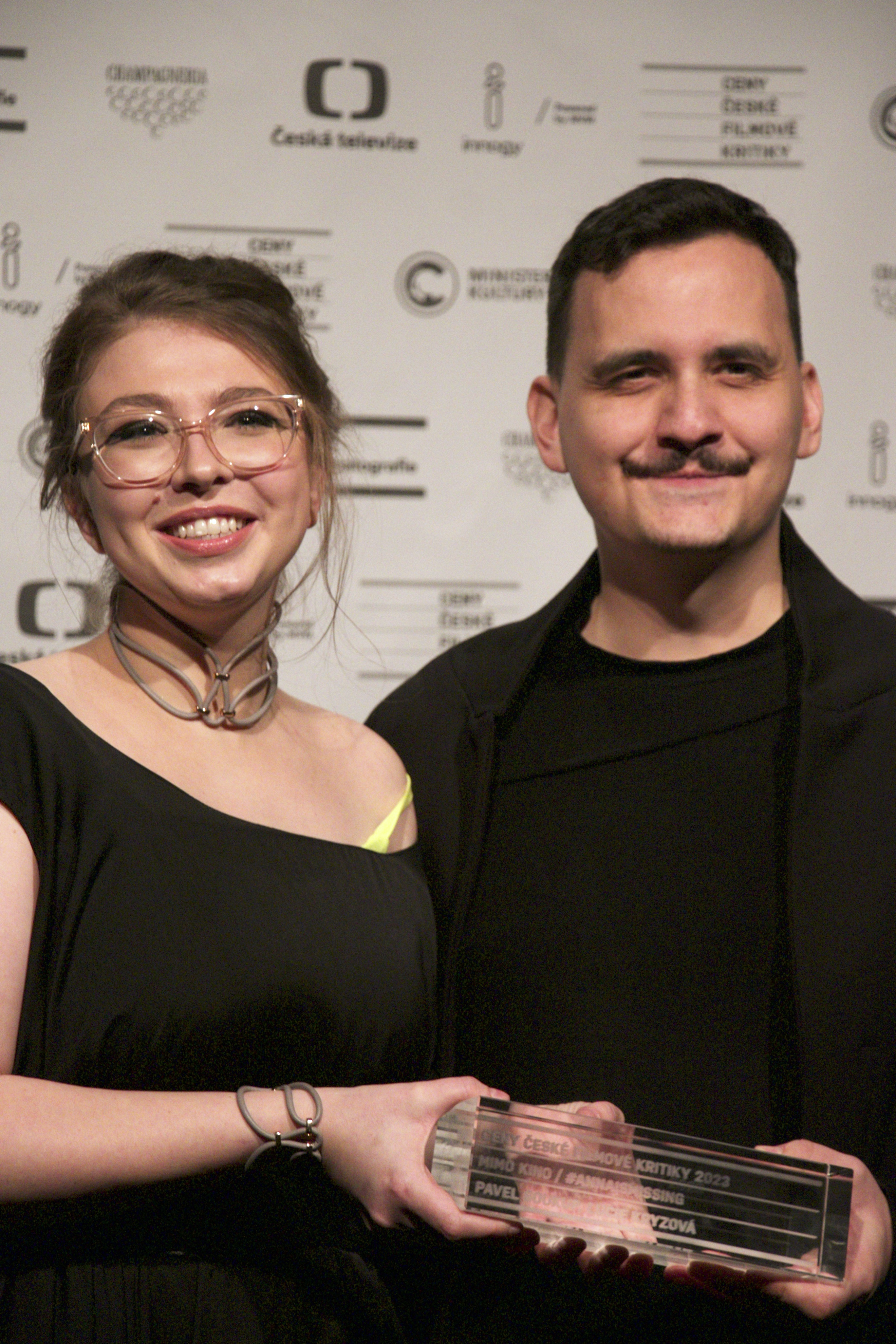
Cineaști la Premiile criticilor de film cehi 2023

- Vlastina Svátková - mamă lui Anna
- Terezie Holá - soră lui Nina